# Радемакер, Аугусту
Аугу́сту Ха́ман Радема́кер Грю́невальд (порт. Augusto Hamann Rademaker Grünewald; 11 мая 1905, Рио-де-Жанейро — 13 сентября 1985, там же) — бразильский военный и государственный деятель, адмирал. Один из членов военной хунты 1969 года, управлявшей Бразилией с 31 августа по 30 октября 1969 года. В период президентства Эмилиу Гаррастазу Медиси занимал должность вице-президента Бразилии (1969—1974).